# 예천경찰서
예천경찰서(醴泉警察署, Yecheon Police Station)는 경상북도경찰청이 관할하는 경찰서 중 하나이다. 경상북도 예천군 예천읍 군청길 21(서본리)에 위치하고 있다.
서장은 총경으로 보한다.

## 기본 정보
- 주소: 경상북도 예천군 예천읍 군청길 21
- 우편번호: 36823

## 연혁
- 1945년 10월 21일 국립경찰 창설과 함께 예천경찰서 개서
- 1984년 12월 20일 현 청사 신축

## 관할 파출소
예천경찰서는 8개의 파출소를 산하에 두고 있다.
| 명칭       | 사진 | 주소                   | 관할구역       | 치안센터     |
| ---------- | ---- | ---------------------- | -------------- | ------------ |
| 예천파출소 |      | 예천읍 역전길 2        | 예천읍, 유천면 | 유천치안센터 |
| 감천파출소 |      | 감천면 충효로 1385     | 감천면, 보문면 | 보문치안센터 |
| 지보파출소 |      | 지보면 지보로 151      | 지보면, 개포면 | 개포치안센터 |
| 용궁파출소 |      | 용궁면 용궁로 92       | 용궁면         |              |
| 호명파출소 |      | 호명읍 호명로 547      | 호명읍         |              |
| 풍양파출소 |      | 풍양면 낙상1길 60-3    | 풍양면         |              |
| 용문파출소 |      | 용문면 용문경천로 1213 | 용문면         |              |
| 하리파출소 |      | 은풍면 은풍로 85       | 은풍면, 효자면 | 상리치안센터 |

## 같이 보기
- 경상북도경찰청